# Baldachingrabmal
Das Baldachingrabmal ist eine ab dem Mittelalter bekannte Sonderform des steinernen Grabmals, insbesondere gewählt für die Grablegen hochrangiger Herrscher und Geistlicher. Das  Grabmal mit Baldachin besteht aus Sarkophag alias Tumba, darauf meist der oder den Liegefigur/en des oder der Verstorbenen und einem von Stützen getragenen Baldachin.

## Mittelalterliche Beispiele in Südeuropa
Früh- und hochmittelalterliche Baldachingrabmale, wie im Dom von Palermo in mehreren Beispielen erhalten, leiten sich im weiten Sinn vom antiken, genauer hellenistischen Mausoleum von Halikarnassos ab, das um 350 vor Christus für König Maussolos im heutigen Bodrum errichtet wurde. Dieses freistehende kolossale Monument gehörte in der Antike zu den „Sieben Weltwundern“ und wurde im 12. Jahrhundert teilzerstört und im 16. Jahrhundert abgetragen. Es bestand aus einem hohen Sockel, einem geschlossen ummauerten von Säulen umstandenen Aufbau (sog. Peristasis) mit der Grabkammer und einem stufigen Walmdach, das einen abgeflachten Mittelbereich hatte. Darauf stand eine Quadriga mit dem Standbild des Maussolos und der Göttin Artemis. An der Stelle, an der das Grabmal in Halikarnassos ein Dach aufwies, befindet sich bei den Grabmälern in Palermo ein Baldachin. Eine Liegefigur fehlte beim Grabmal in Halikarnassos und fehlt auch bei den Baldachingrabmälern in Palermo. Bei letztgenannten ist der Raum hinter den Säulen indes offen. Auch weisen die dortigen Baldachine jeweils einen Architrav und wie die Sarkophage, die auf demselben Sockel wie die Säulen stehen, ein Satteldach auf. Bei den Baldachingrabmälern in Palermo handelt es sich im Einzelnen um das von Kaiser Roger II. († 1154), Kaiser Heinrich VI. († 1197), Kaiserin Konstanze († 1198) und Kaiser Friedrich II. († 1250), die alle aus Porphyr gearbeitet sind und jeweils sechs den Baldachin tragende Säulen aufweisen.

Eine eigenwillige Gestalt haben die in Verona bei der Kirche Sta. Maria Antica auf dem Friedhof der Scaliger, der Stadtherren Veronas, fassadenbündig oder frei stehenden Grabmäler, die allesamt auf Säulen aufgeständert sind. Es handelt sich u. a. um die Grabmäler der Scaliger Cangrande I. († 1329), Mastino II. († 1351) und Cansignorio († 1375). In der oberen Zone bergen diese jeweils den Sarkophag, über dem sich ein von Säulen zwischen Spitzbogen getragener turmartiger durch Krabben auf den Graten gegliederter Baldachin mit bekrönendem Reiterstandbild erhebt. Das Motiv des Reiterstandbilds scheint auf die Quadriga des Mausoleums in Halikarnassos zurückzugehen. Das hohe pyramidenförmige Dach dieser Grabmäler ist offensichtlich inspiriert von den spätantiken Turmgräbern, für die beispielhaft das in den 1960er Jahren in Köln ausgegrabene Grabmal des Poblicius aus dem 1. Jahrhundert nach Christus steht.  

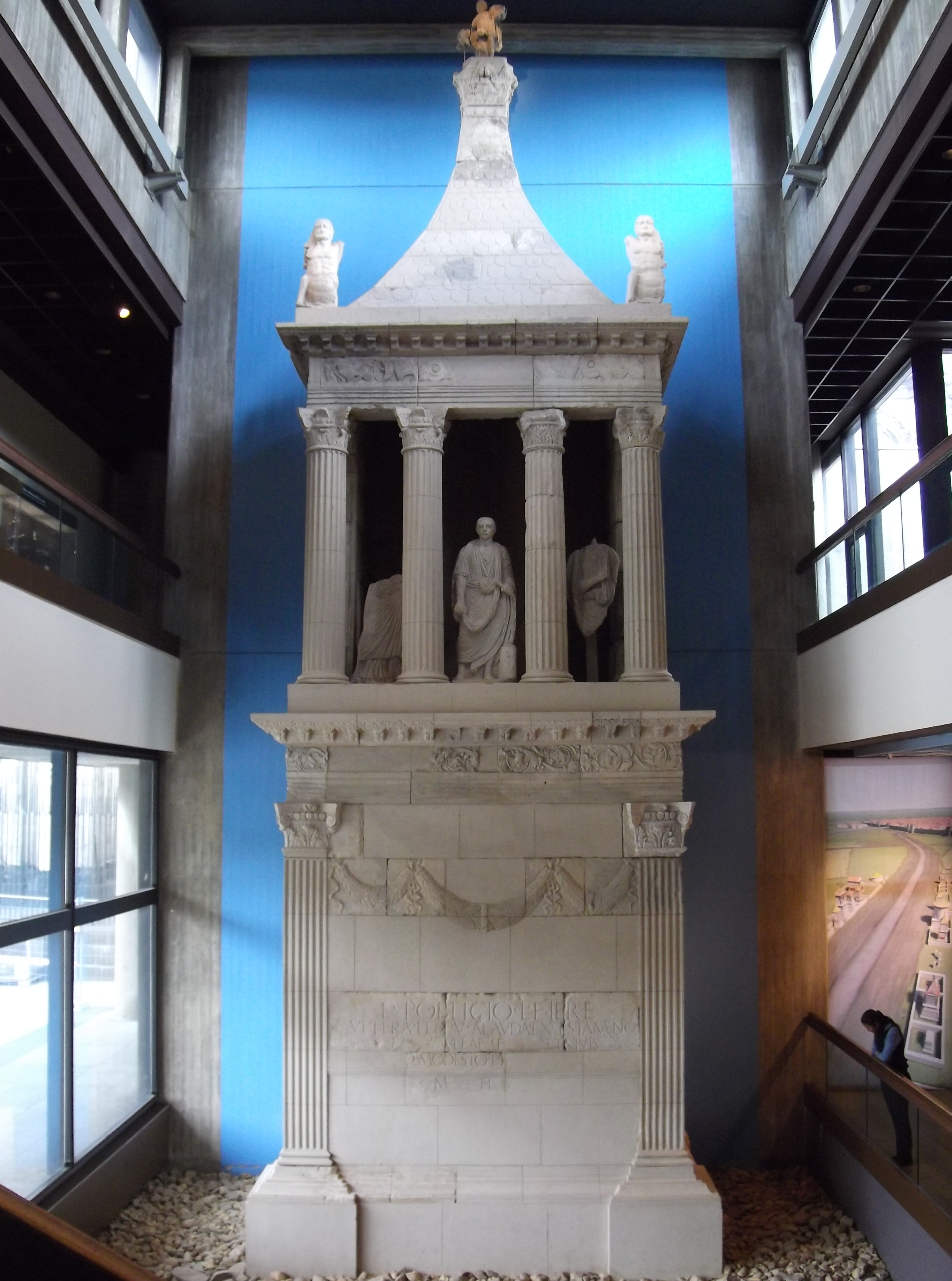
Köln, Grabmal des Poblicius
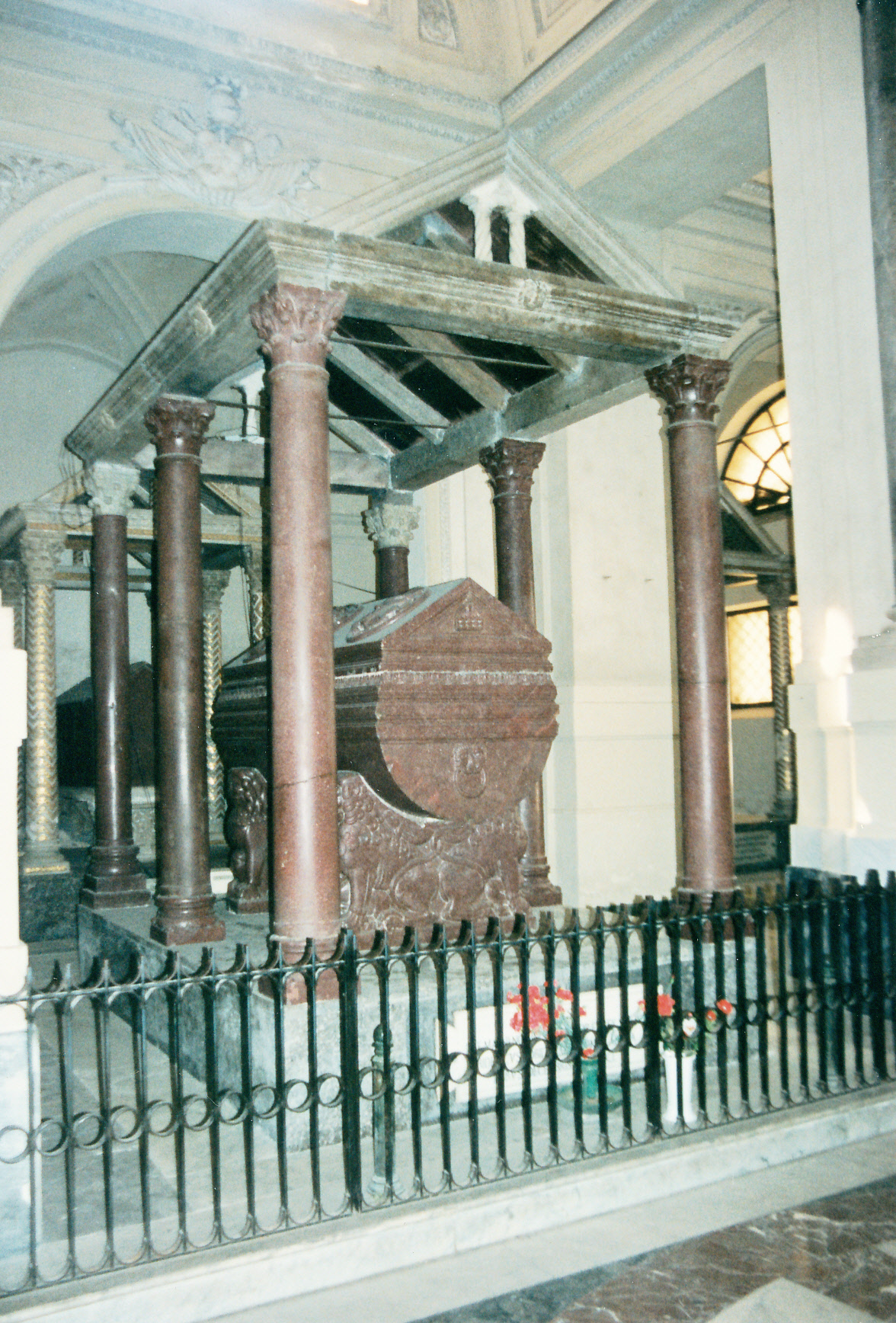
Palermo, Grabmal von Kaiser Friedrich II.
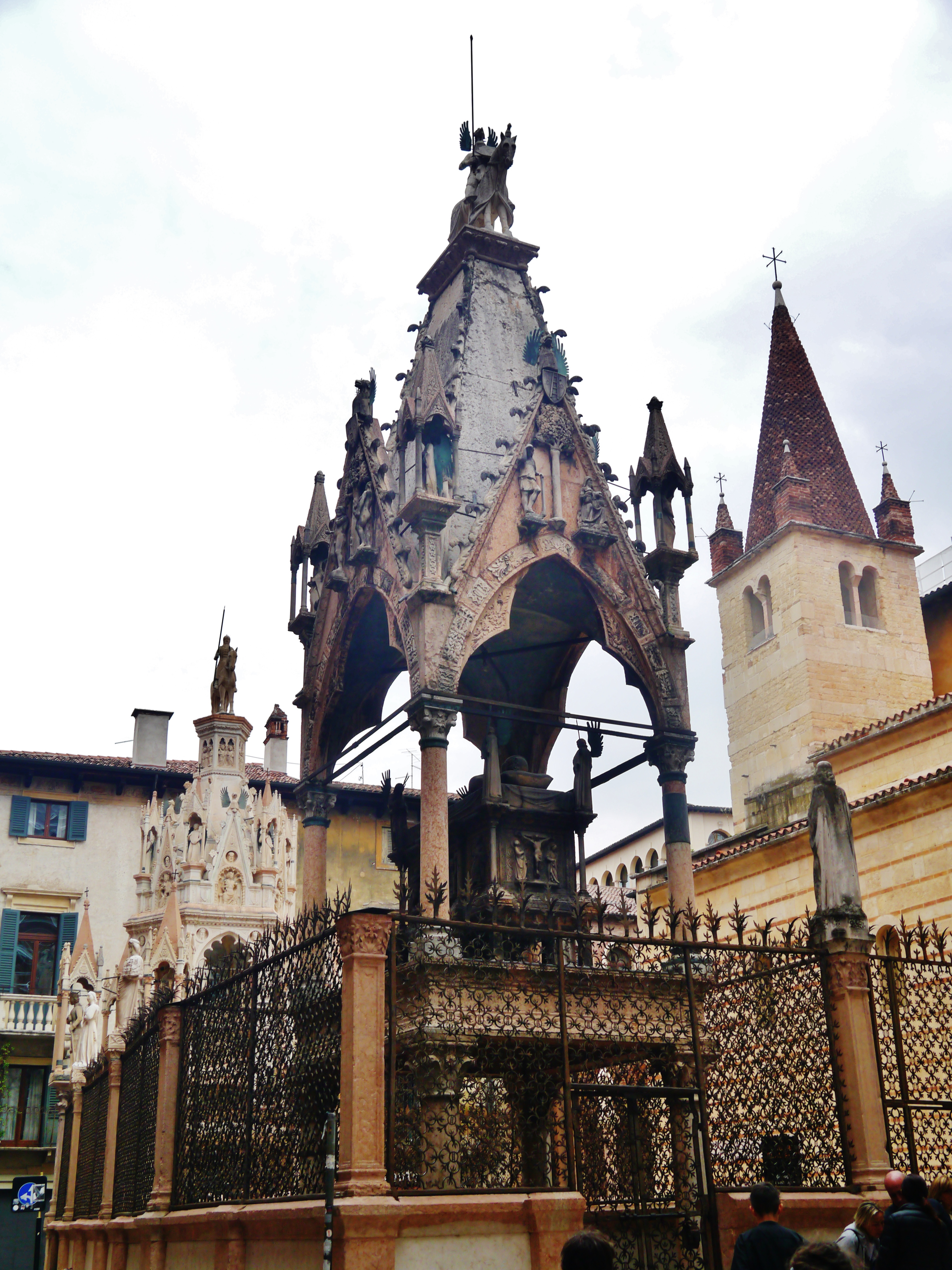
Verona, Grabmal des Scaligers Mastino II della Scala

## Hoch- und spätmittelalterliche Beispiele in Mittel- und Westeuropa
Im Spätmittelalter kamen Grabmäler auf, deren Baldachin gewölbt und in Maßwerk und Fialen gegliedert ist. In dieser Gestalt ähnelt er einem Ziborium, also dem in frühchristlicher Zeit aufgekommenen säulengestützten Aufbau über dem Altar oder einem Tabernakel oder auch dem Oberteil eines Sakramentshäuschens, dem in deutschen Kirchen vom Ende des 14. Jahrhunderts bis 1563 gebräuchlichen liturgischen Ausstattungsstück.
Für die nordeuropäische Gotik beispielhaft ist das Baldachingrabmal für den englischen König Eduard II. († 1327 durch Mord nach Absetzung und Gefangenschaft) in der Kathedrale St. Peter in Gloucester, geschaffen zwischen 1330 und 1340 im Auftrag seines Sohnes aus heimischem Marmor und Alabaster. Sein Baldachin wird von acht Pfeilern zwischen Spitzbögen getragen.
In Villeneuve-lez-Avignon, in der Kirche des ehemaligen Kartäuserklosters steht das Grabmal des in Avignon 1362 verstorbenen Papsts Innozenz VI., zugleich Gründer des Kartäuserklosters. Seinen Baldachin tragen acht Pfeiler, die bündig an der Tumba stehen, zwischen Spitzbögen. Ihn schmücken Maßwerk, Fialen und Gehäuse mit Heiligen.
Ein Beispiel aus dem frühen 15. Jahrhundert in Deutschland steht im Dom zu Würzburg. Es handelt sich um das Grabmal des Bischofs Johann von Eglofstein († 1411).
Eine mittelalterliche Sonderform steht in Alcobaça (Portugal) in der Kirche des ehemaligen Zisterzienserklosters. Es handelt sich um das Grabmal der Inês de Castro, der Geliebten und Gemahlin von König Pedro I., die im Auftrag von Pedros Vater 1355 ermordet wurde. Das Grabmal von Ines und das gegenüber stehende von König Pedro wurden aus weißem Sandstein bis etwa 1360 gearbeitet. Die Liegefigur der Ines trägt nicht nur eine Krone, sondern wird zudem durch einen liegenden in Maßwerk gebrochenen kleinen Baldachin ausgezeichnet.
Ähnliche kleine Baldachine finden sich in Batalha / Portugal in der Stiftungskapelle der Kirche des Dominikanerklosters am 1433 geschaffenen Doppelsarkophag für König Joao I. und für seine Gemahlin Philippa von Lancaster. Ebenfalls liegende Maßwerk-Baldachine krönen jeweils die Köpfe der Liegefiguren der beiden Verstorbenen.
Beispiel eines etwas anderen Typus ist das in Würzburg, im Dom befindliche Grabmal für Bischof Rudolf von Scherenberg († 1495), eine Arbeit von Tilman Riemenschneider. Das Grabmal trägt das reliefierte Standbild des Verstorbenen und darüber einen ebenfalls reliefierten Baldachin.

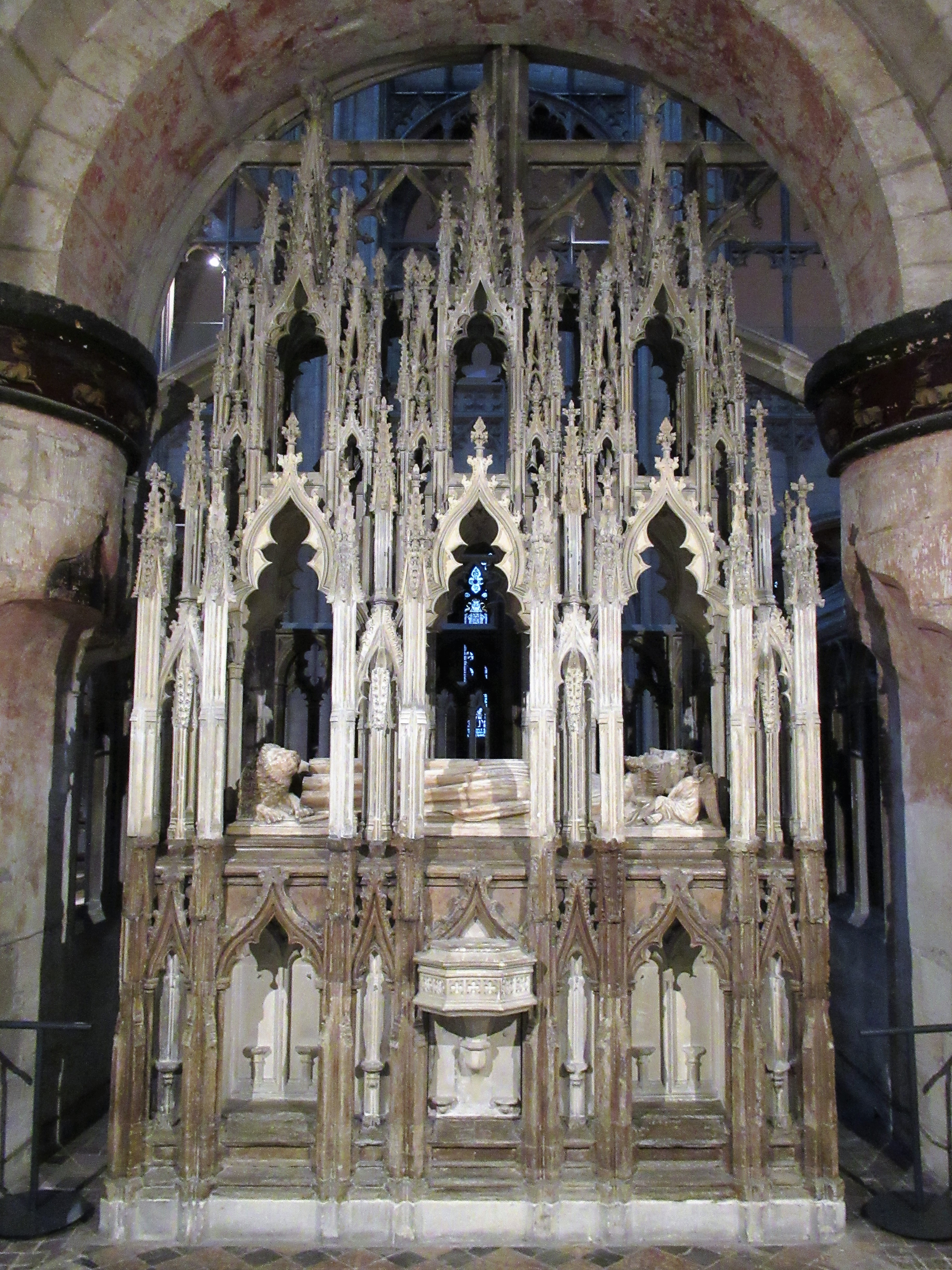
Gloucester, Grabmal für König Edward II.
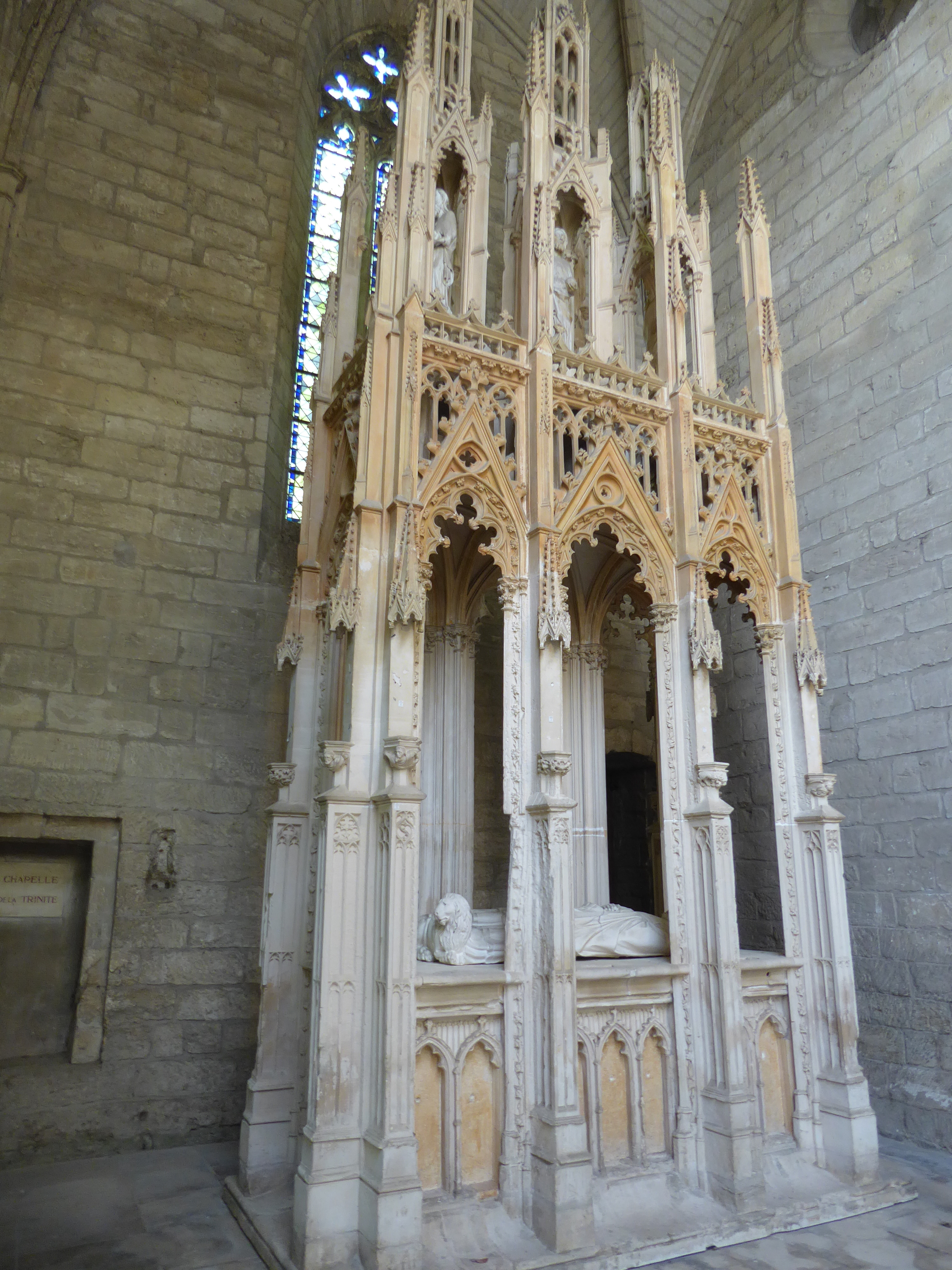
Villeneuve-lez-Avignon, Grabmal für Papst Innozenz
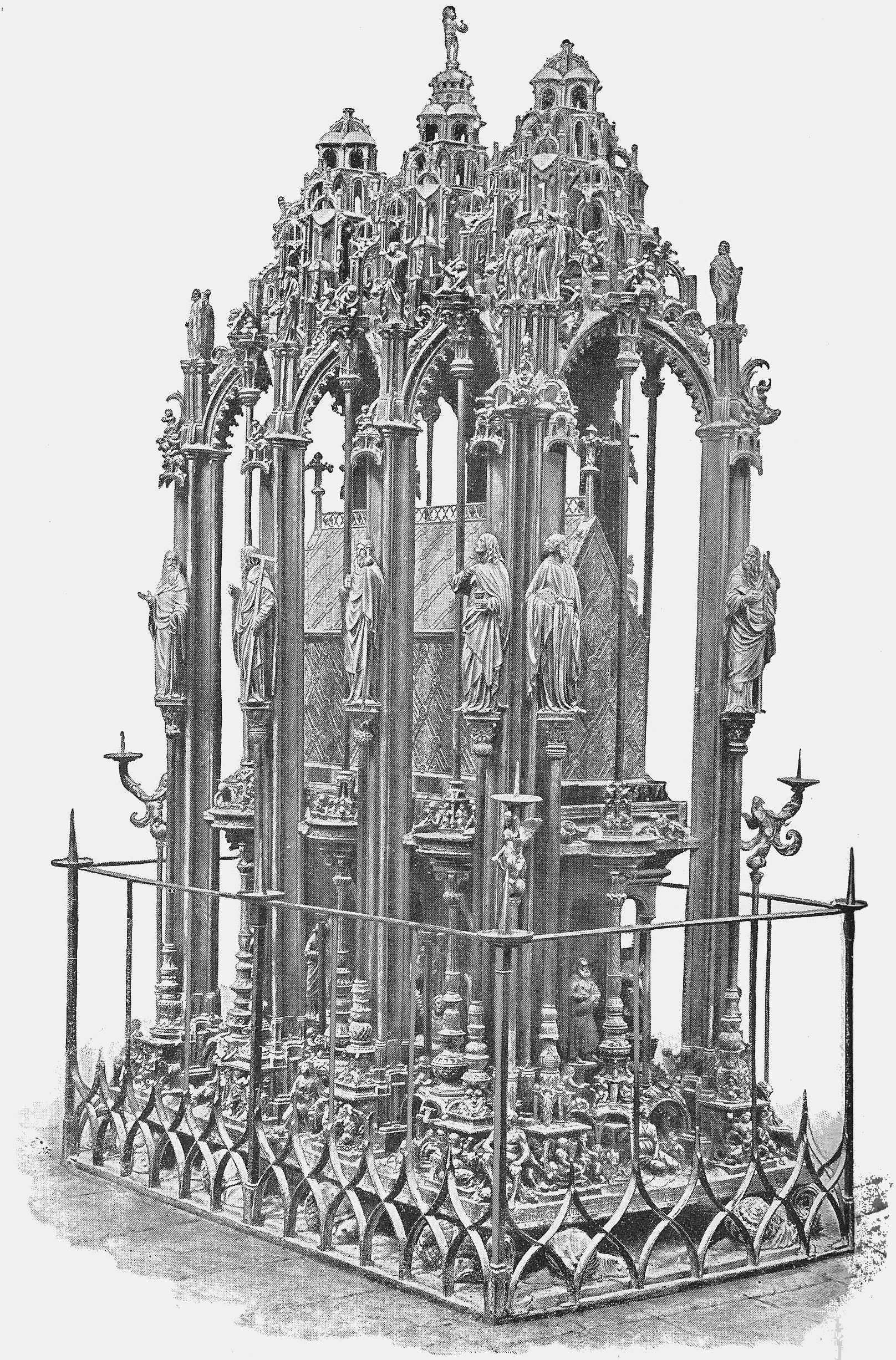
Nürnberg, Sebaldusgrab
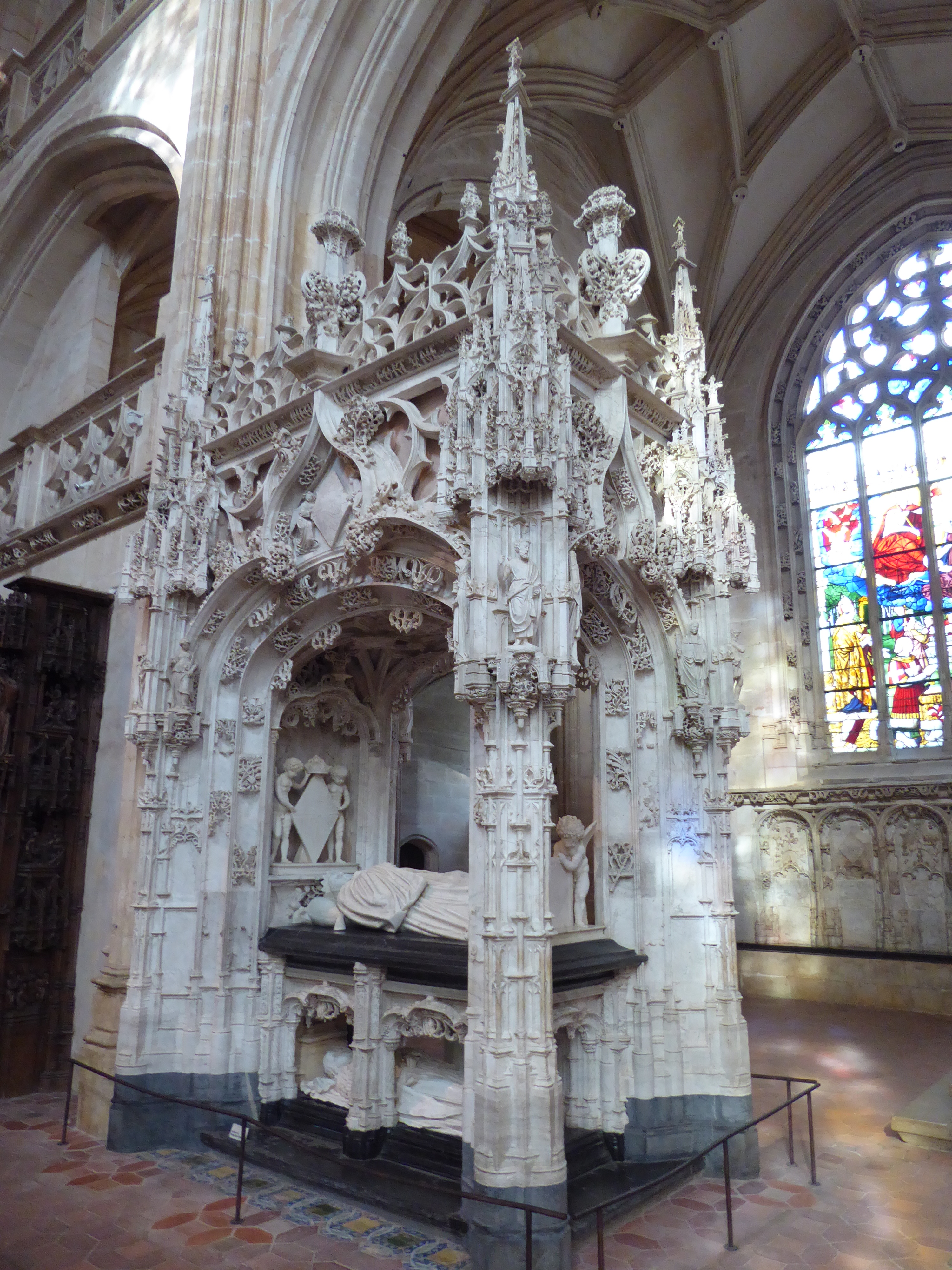
Bourg en Bresse – Brou, Grabmal der Margarete von Österreich

Zur Verbreitung der Baldachingrabmäler im europäischen Raum trug das Sebaldusgrab bei, eine Bronzearbeit des Peter Vischer von 1507 bis 1517, in der gleichnamigen Kirche in Nürnberg. Vischer umgab den älteren Sarkophag des hl. Sebald mit vier kräftigen Pfeilern, dazwischen gedrungenen Spitzbogen-Arkaden und krönte ihn mit einem spätgotisch gegliederten Baldachin.
Ein spätgotisch gegliedertes Baldachingrabmal mit Liegefiguren nach dem Menschenbild der Renaissance findet sich in der ehemaligen Augustinerklosterkirche in Brou bei Bourg-en-Bresse / Frankreich. Es handelt sich um das Grabmal der Margarete von Österreich, Witwe von Philibert von Savoyen, die als Tochter des römisch-deutschen Kaisers Maximilian I., Klosterstifterin, Erzherzogin und Regentin der Niederlande einen besonders hohen Rang einnahm. Geschaffen wurde es zwischen 1526 und 1531 vom flämischen Werkmeister Lodewijk van Boghem, der die Kirche und die Grabmalsarchitektur konzipierte, und vom aus Worms stammenden Conrat Meit, welch letzterer als Hofbildhauer der Erzherzogin die Liegefiguren schuf. Dargestellt ist die Verstorbene einmal unten in idealisierter jugendlicher Gestalt, zum anderen auf der Tumba im Aussehen bei ihrem Tod im höfischen Prunkkleid. Der üppig in spätgotischen Formen aufgebrochene Baldachin wird von vier kräftigen Pfeilern getragen, zwischen denen sich spätgotische Korbbogenarkaden öffnen. Als Materialien sind schwarzer Marmor für Grabplatte und Podest, Alabaster und weißer Carrara-Marmor für Architektur und Liegefiguren verwandt.

## Europäische Grabmäler der Renaissance und des Barock
Im vom Dreißigjährigen Krieg heimgesuchten Europa wird das Grabmal zu einer wesentlichen und häufigen Kunstäußerung. Die Baldachingrabmäler dieser Zeit, die in den zeitgenössischen Formen der Renaissance und/oder des Barock gehalten sind, bestehen aus Tumba mit Liegefigur und einem auf Säulen aufgesetzten meist flach gedeckten Baldachin. Sie ähneln zuweilen einem zeitgenössischen Prunk- oder Totenbett.
Repräsentative Beispiele stehen in der Basilika St. Denis bei Paris, der Grabkirche der französischen Könige. Das ältere ist das Doppelgrabmal für Ludwig XII., König von Frankreich, und seiner Gemahlin Anne de Bretagne von 1516 bis 1522 bzw. 1531. Es handelt sich um ein zweistöckiges Grabmal, das in einem in Arkaden geöffneten Gehäuse die Liegefiguren der Verstorbenen als Kadaver, oben auf dem flachen Baldachin die Kniefiguren der Verstorbenen in Repräsentationsgewändern zeigt. Wahrscheinlich ist es eine Arbeit von Guido Mazzoni und / oder Jean Juste.
Jünger ist das Baldachin- und Doppelgrabmal für König Heinrich II. († 1559) und seine Gemahlin Katharina von Medici († 1589), das von 1560 bis 1573 nach Entwurf des Architekten, Malers und Bildhauers Francesco Primaticcio mit Skulpturen von Germain Pilon, Girolamo della Robbia u. a. entstand. Das Grabmal zeigt unten die marmornen Liegefiguren des schlafenden jungen Königspaars und oben die knienden Bronzefiguren des Paars in Hofkleidung.

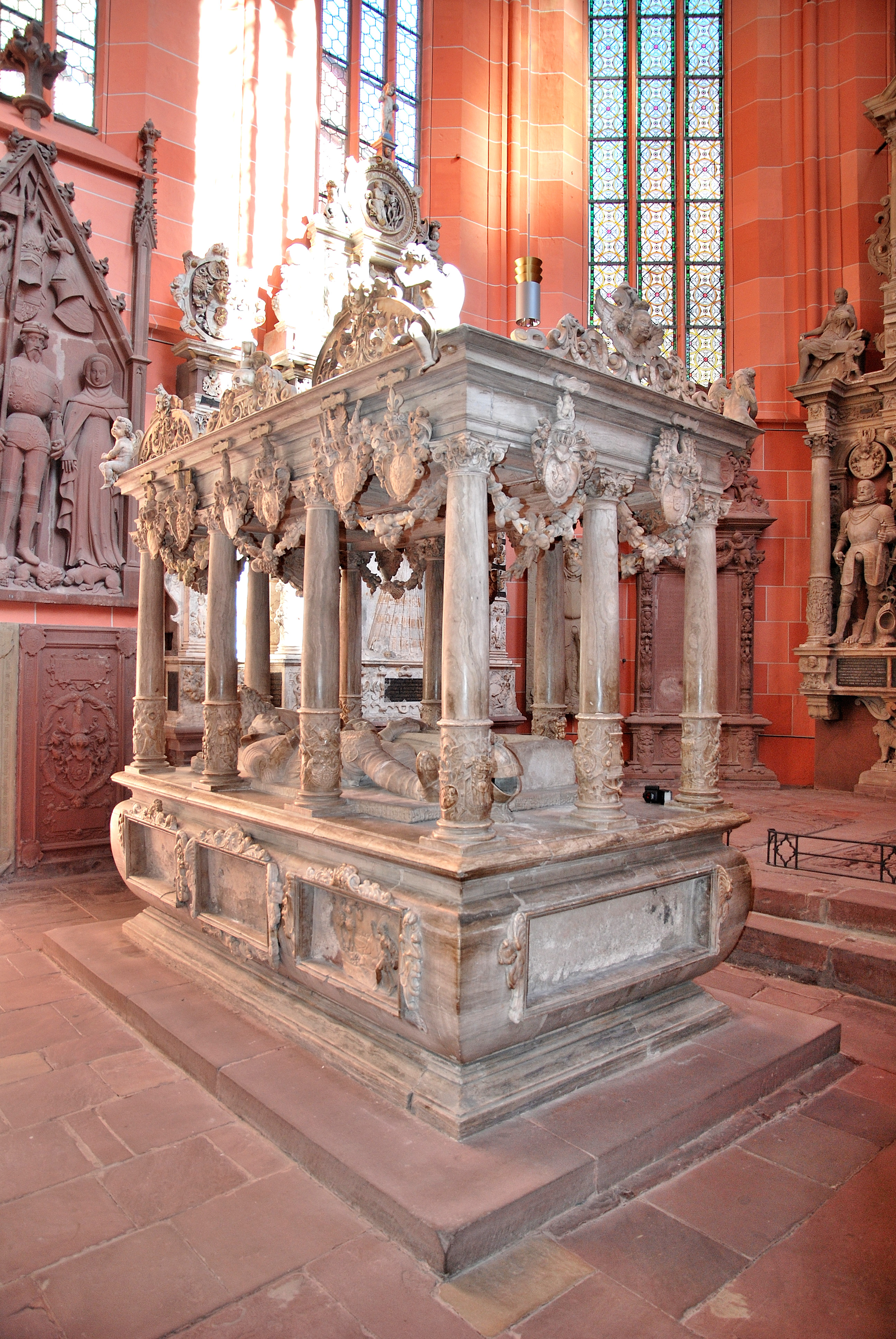
Wertheim, Baldachingrabmal für Graf und Gräfin von Löwenstein
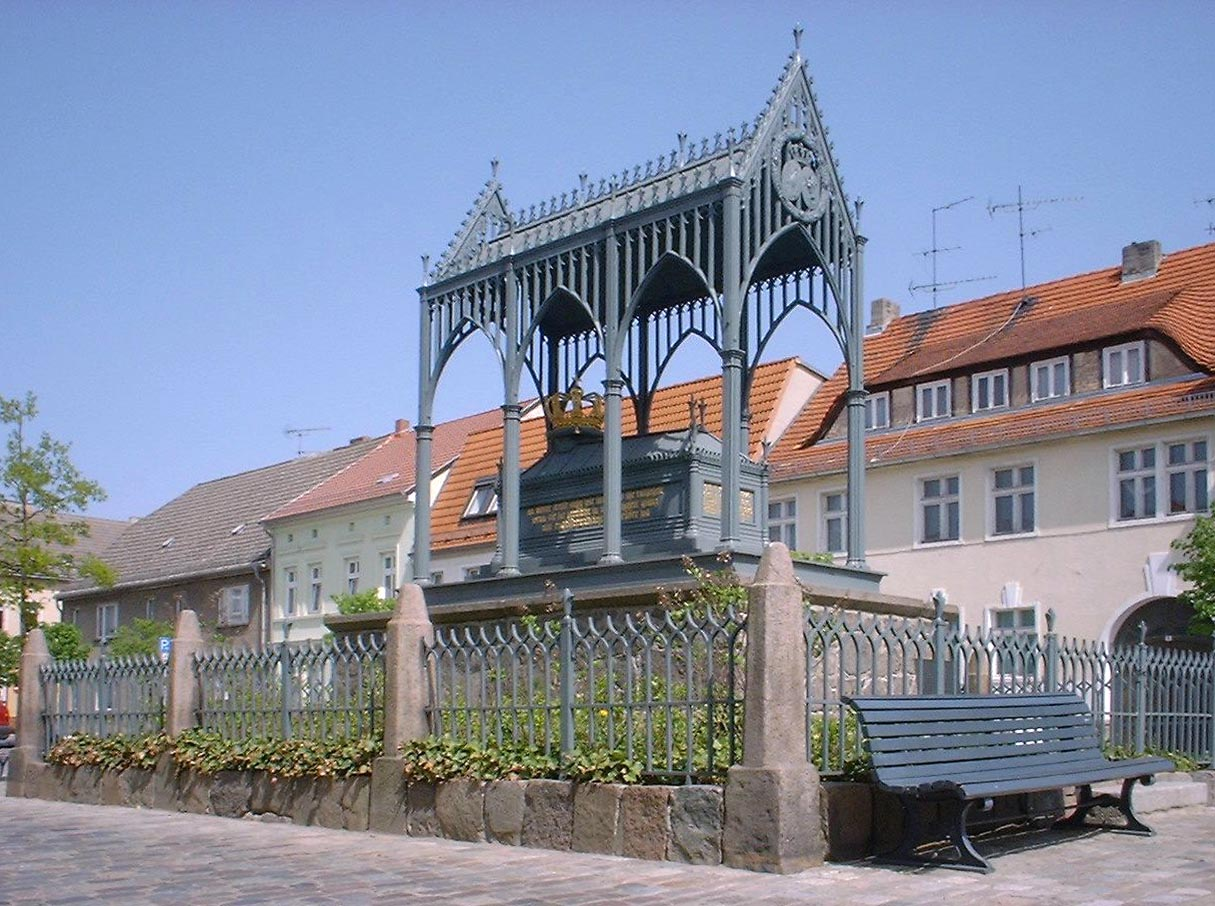
Gransee, Luisendenkmal

An den Baldachingrabmälern in St. Denis scheinen sich die Bildhauer der Grabmäler der dänischen Könige im Dom, zugleich Grablege des dänischen Königshauses, zu Roskilde orientiert zu haben. Es handelt sich zum einen um das Grabmal des 1559 verstorbenen König Christian III., geschaffen 1568 bis 1575 aus Marmor und Alabaster vom Antwerpener Bildhauer Cornelis Floris. Den Baldachin mit aufwändig profiliertem Architrav tragen Arkaden und Säulen. Das zweite Grabmal für den 1588 verstorbenen König Friedrich II. wurde bis 1598 vom ebenfalls flämischen Bildhauer Gert von Egen geschaffen. Den Architrav des zweitgenannten tragen zwölf Säulen zwischen Arkaden.
Das Stichwerk des Niederländers Hans Vredeman de Vries enthält den Entwurf eines Grabmals aus dem Jahr 1605 mit einem Baldachin über sechs Säulen, die gemeinsam mit dem Sarkophag auf einem Podest stehen. Der Stich wirkte offensichtlich vorbildhaft.
Ein Vredemans Entwurf ähnelndes Grabmal steht in Wertheim, im Chor der evangelischen Stiftskirche. Es handelt sich um das Grabmal des Grafen Ludwig III. von Löwenstein, gestorben 1611, und seiner Gemahlin der Anna von Stolberg, verstorben 1599. Das Grabmal beauftragten die Söhne des Paares 1614 beim Bildhauer Michael Kern, Forchtenberg, der es bis 1618 ausführte. Auf der Tumba finden sich die Liegefiguren des Grafenpaars in höfischer Kleidung. Darüber erhebt sich ein von zehn Säulen getragener Baldachin mit Architrav und Wappenapplikationen. Das – weil es an ein Prunkbett erinnert – auch heute noch Bettlade genannte Grabmal ist aus Alabaster über einem Podest aus rotem Sandstein gearbeitet.
Seit dem 18. Jahrhundert werden kaum noch Baldachingrabmäler geschaffen. Allerdings greift das neugotische eiserne Luisendenkmal in Gransee, das 1810 nach Entwurf von Karl Friedrich Schinkel zur Erinnerung an die Aufbahrung von Königin Luise von Preußen gegossen wurde, mit seinem Baldachin über Sarkophag diese Grabmalgestalt noch einmal auf.